# 52 Pinkas Street
52 Pinkas Street – wieżowiec w osiedlu Ha-Cafon ha-Chadasz, w mieście Tel Awiw, w Izraelu.

## Dane techniczne
Budynek ma 18 kondygnacji i wysokość 68 metrów.
Wieżowiec wybudowano w stylu modernistycznym. Wzniesiono go z betonu. Elewacja jest w kolorze jasnobrązowym.
Budynek jest wykorzystywany na apartamenty mieszkalne.